# Agrilus aequicollis
Agrilus aequicollis es una especie de insecto del género Agrilus, familia Buprestidae, orden Coleoptera.
Fue descrita científicamente por Eschscholtz, 1822.